# 일본 형법
일본 형법(일본어: 刑法 케이호[*])은 일본국에서 적용되고 있는 형법으로, 소관관청은 법무성이다. 1907년(메이지 40년) 4월 24일 법률 제45호로 제정되었으며, 1908년 10월 1일 시행되었다.

## 구성
- 제1편 총칙
  - 제1장 통칙(제1조~제8조)
  - 제2장 형(제9조~제21조)
  - 제3장 기간 계산(제22조~제24조)
  - 제4장 형의 집행유예(제25조~제27조)
  - 제5장 가석방(제28조~제30조)
  - 제6장 형의 시효 및 형의 소멸(제31조~제34조의 2)
  - 제7장 범죄의 불성립 및 형의 감면 (제35조~제42조)
  - 제8장 미수죄(제43조, 제44조)
  - 제9장 병합죄(제45조~제55조)
  - 제10장 누범(제56조~제59조)
  - 제11장 공범 (제60조~제65조)
  - 제12장 작량감경(제66조, 제67조)
  - 제13장 가중감경의 방법 (제68조-제72조)

- 제2편(죄)
  - 제1장 삭제(황실에 관한 죄, 제73조~제76조)
  - 제2장 내란에 관한 죄 (제77조~제80조)
  - 제3장 외환에 관한 죄 (제81조~제89조)
  - 제4장 국교에 관한 죄 (제90조~제94조)
  - 제5장 공무의 집행을 방해한 죄 (제95조~제96조의 3)
  - 제6장 도주의 죄 (제97조~제102조)
  - 제7장 범인은닉 및 증거인멸의 죄(제103조~제105조의 2)
  - 제8장 소란의 죄 (제106조, 제107조)
  - 제9장 방화 및 실화의 죄(제108조~제118조)
  - 제10장 출수 및 수리에 관한 죄 (제119조~제123조)
  - 제11장 왕래를 방해한 죄 (제124조~제129조)
  - 제12장 주거를 침해한 죄 (제130조~제132조)
  - 제13장 비밀을 침해한 죄 (제133조~135조)
  - 제14장 아편에 관한 죄 (제136조~제141조)
  - 제15장 음료수에 관한 죄 (제142조~제147조)
  - 제16장 통화위조의 죄 (제148조~제153조)
  - 제17장 문서위조의 죄 (제154조~제161조의 2)
  - 제18장 유가증권위조의 죄 (제162조, 제163조)
  - 제18장의2 지불용 카드 전자적 기록에 관한 죄(제163조의 2~제163조의 5)
  - 제19장 인장위조의 죄 (제164조~제168조)
  - 제20장 위증의 죄 (제169조~제171조)
  - 제21장 허위고소의 죄 (제172조, 제173조)
  - 제22장 외설, 간음 및 중혼의 죄 (제174조~제184조)
  - 제23장 도박 및 복권에 관한 죄(제185조~제187조)
  - 제24장 예배소 및 분묘에 관한 죄 (제188조~제192조)
  - 제25장 독직의 죄 (제193조~제198조)
  - 제26장 살인의 죄 (제199조-제203조)
  - 제27장 상해의 죄 (제204조~제208조의 3)
  - 제28장 과실상해의 죄(제209조~제211조)
  - 제29장 낙태의 죄(제212조~제216조)
  - 제30장 유기의 죄 (제217조~제219조)
  - 제31장 체포 및 감금의 죄 (제220조, 제221조)
  - 제32장 협박의 죄 (제222조, 제223조)
  - 제33장 약취, 유괴 및 인신매매의 죄 (제224조~제229조)
  - 제34장 명예에 대한 죄(제230조~제232조)
  - 제35장 신용 및 업무에 대한 죄(제233조~제234조의 2)
  - 제36장 절도 및 강도의 죄(제235조~제245조)
  - 제37장 사기 및 공갈의 죄(제246조~제251조)
  - 제38장 횡령의 죄 (제252조~제255조)
  - 제39장 도품 등에 관한 죄 (제256조, 제257조)
  - 제40장 훼기 및 은닉의 죄 (제258조~제264조)

## 주요 개정

### 일본 제국 시기
- 1921년(다이쇼 10년 4월 16일 법률 제77호 개정)
  - 업무상횡령죄의 법정형 변경
- 1941년(쇼와 16년 3월 12일 법률 제61호 개정)
  - "안녕질서에 대한 죄"를 신설
  - 노역장유치기간의 연장, 몰수 요건의 확장、추징의 신설
  - 강제집행방해죄·경매등방해죄의 신설
  - 실화죄의 법정형 가중, 업무상실화죄·중실화죄의 신설
  - 공정정서원본부실기재죄의 법정형 가중
  - 회뢰죄의 규정 정비

### 일본국 헌법 공포 후
- 1947년(쇼와 22년 10월26일 법률 제124호 개정) - 일본국 헌법 공포에 의한 헌법정신에 의한 개정이 있었다.
  - 연속범 규정(구 제55조)의 삭제
  - 재판확정 후의 재범에 의한 가중규정(구 제58조)의 삭제
  - 집행유예의 요건 완화와 취소사유의 확장
  - 형의 소멸규정(34조의 2) 신설
  - 자국민보호주의에 의한 국외범처벌규정의 삭제
  - 외국판결 효력규정의 수정
  - 황실에 관한 죄의 삭제
    - 대역죄·불경죄(구 제73~76조)의 삭제
    - 황궁 등 침입죄(구 제131조)의 삭제

  - 외국원수·사절에 대한 폭행·협박죄(구 제90조, 제91조)의 삭제
  - 이적행위의 죄(구 제83조~제86조)의 삭제
  - 외환원조죄등을 전시동맹국에 대하여 적용하는 것(구 제89조)의 삭제
  - 안녕질서에 대한 죄(구 제2편제7장의 2)의 삭제
  - 친족에 대한 범인장닉죄를 불가벌에서 형의 재량적 면제로 개정함(제105조)
  - 간통죄(구 제183조)의 삭제
  - 명예훼손죄의 법정형의 가중(제230조)과 진실성의 증명에 의한 면책규정(230조의2)의 신설
  - 공연외설죄·외설물판매등죄(제174조, 제175조)의 법정형 가중
  - 폭행죄(제208조)의 법정형 가중, 비친고죄화
  - 협박죄(제222조)의 법정형 가중
  - 공무원직권남용죄(제193조~제195조)의 법정형의 가중
  - 중과실치사상죄(제211조)의 신설
  - 친족상도예의 "가족"의 삭제(제244조)
- 1953년(쇼와 28년 8월 10일 법률 제195호 개정)
  - 집행유예 요건 완화, 재집행유예(24조 2항)·필요적 보호관찰(제25조의 2) 신설
  - 가출옥 규정의 정비
- 1954년 개정(쇼와 29년 4월 1일 법률 제57호 개정)
  - 집행유예에서의 임의적 보호관찰(제25조의2)의 도입
  - 국내사범들에 대한 기국주의의 항공기로 확장

## 같이 보기
- 일본의 범죄